# Mandrill
Mandrill (Mandrillus sphinx) är en art i familjen markattartade apor (Cercopithecidae). Den är mycket nära släkt med både drill (som tillhör samma släkte), gelada (Theropithecus gelada) och babianer. Tillsammans med några andra släkten bildar de tribus Papionini.

## Utseende och anatomi
Mandrillhanen når vanligen en kroppslängd (huvud och bål) av 61 till 76 centimeter. Enskilda individer blir 90 centimeter eller något större. Honor är omkring en tredjedel mindre och når en kroppslängd av 55 till 67 centimeter. Viktmässigt skiljer sig könen mer åt. Medan hannar väger mellan 18 och 33 kilogram väger honor bara 11 till 13 kilogram. Svansen är bara en kort stump på 5 till 10 centimeter. Extremiteterna är ungefär lika långa och väl anpassade till djurens rörelsemönster på marken. I motsats till fötterna hos primater som klättrar i träd, är mandrillens fötter inte anpassade för att gripa.

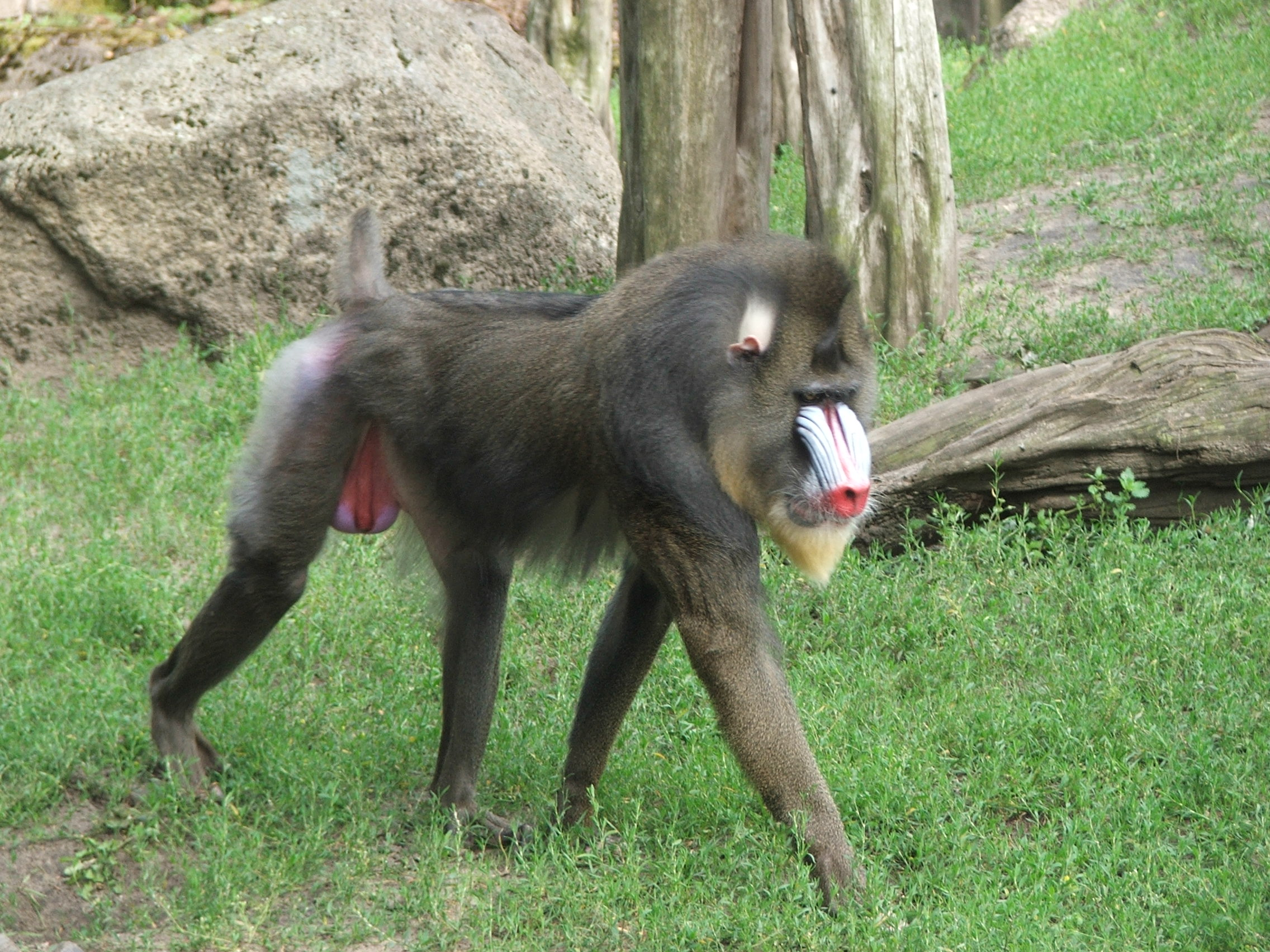
En fullvuxen hane i fångenskap.

Huvudet är, liksom hos de nära besläktade babianerna, relativt stort med ett långsträckt nosparti. Ansiktet är hårlöst med en näsrygg och nosspets som är röd på grund av blodcirkulation. På sidorna om näsryggen finns två kraftiga åsar som är blå på grund av ljusbrytning i hudens kollagen. Pälsen är på ovansidan främst mörkgrå till mörkt olivgrön, ibland med gulröda eller svarta toner. På buken är pälsen blekare till gulaktig. Under hakan finns hos bägge könen ett orangegult skägg. Honor och unga hanar som ännu inte blivit könsmogna har inte samma färgstarka utseende. Även hanar med lägre rang i gruppen har en mindre tydlig ansiktsteckning.
Hanarnas hörntänder är ungefär 4,5 cm långa (ibland upp till 6,5 cm) och honor har bara 1,0 cm långa hörntänder.
Stjärten är naken med en större blodcirkulation som ger den en blå till violett färg. Hos honor som är beredda för parning blir denna kroppsdel större och rödare.
Vid bröstbenet förekommer en körtel som är bäst utvecklad hos hannar. Håren som täcker körteln är styvare och mörkare än de angränsande håren. Med körtelvätskan markeras olika träd i reviret.

## Utbredning
Mandrillen förekommer i Afrika vid Guineabukten i närheten av ekvatorn och lever där i regnskog. Utbredningsområdet sträcker sig över Kamerun, Republiken Kongo, Gabon och Ekvatorialguinea. Floden Sanaga begränsar artens levnadsområde i norr.

## Ekologi

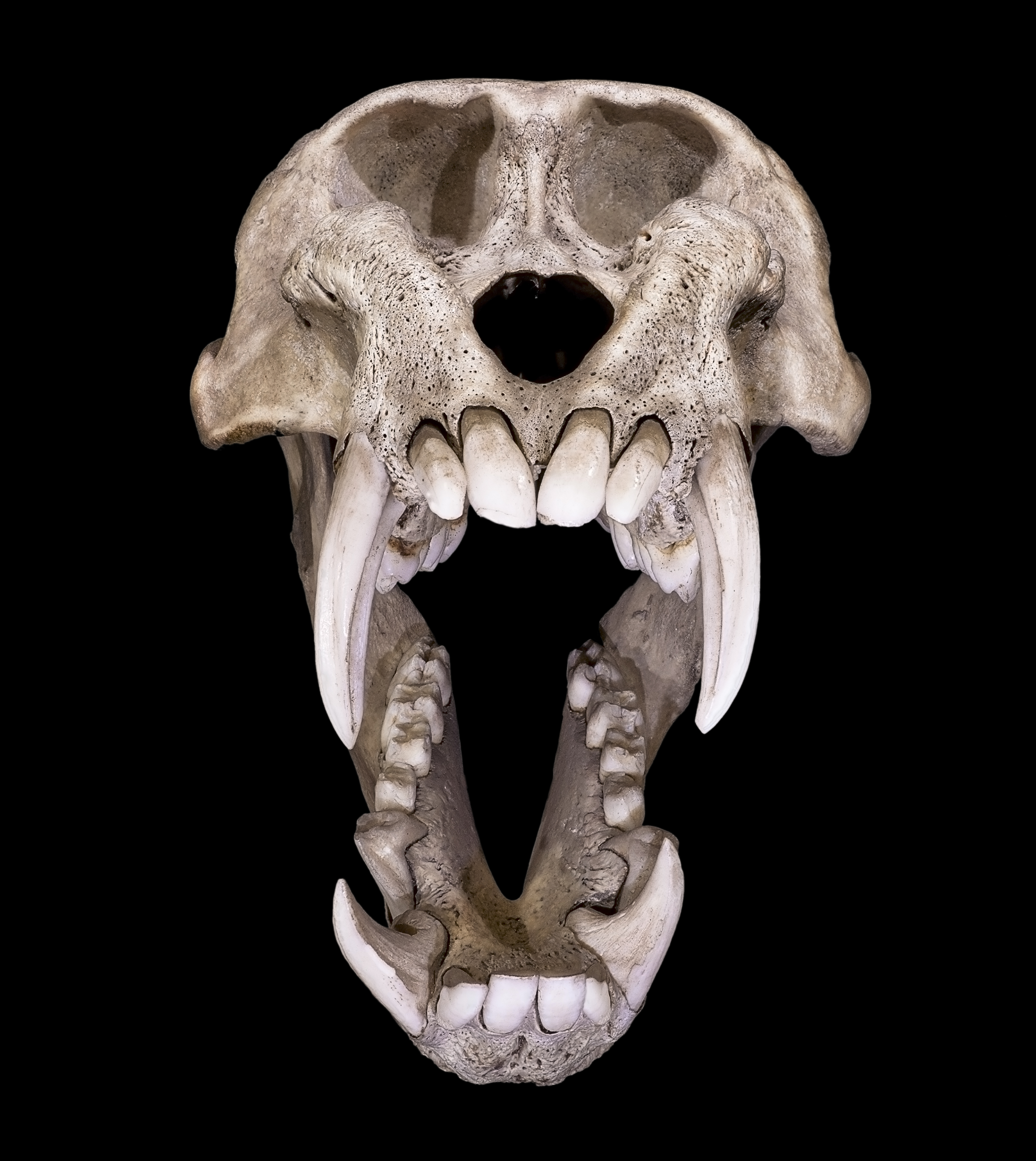
Mandrillskalle

Mandrillen lever i grupper om 5 till 50 djur. Ibland förenar sig flera flockar till stora grupper med upp till 600 medlemmar. Utanför parningstiden lever könsmogna hannar ensamma. De bildar inga ungkarlsflockar. Hierarkier med en alfahanne förekommer bara hos grupper i fångenskap. I naturen undviker vuxna hannar kontakt med varandra (även under parningstiden) men det är ett mindre problem på grund av flockarnas storlek. Flockarnas revir kan vara påfallande stora. Under en studie från 1975 registrerades i Gabon upp till 50 km² stora territorier. Flocken vandrar per dag 2,5 till 4,5 km.
Flocken med honor och ungdjur accepterar andra markattartade apor och schimpanser i närheten. Ensamlevande hannar följer ibland efter trädlevande primater för att samla upp den föda som faller ned på marken.
Mandrillen är allätare, och gruppens medlemmar söker vanligen föda tillsammans. Födan utgörs vanligen av växtdelar som frukt, frön och svampar, men den äter även ryggradslösa djur som insekter och maskar, samt mindre ryggradsdjur som groddjur och ödlor. Mandriller är marklevande men klättrar ibland upp i träd för att sova. Djuren jagas troligen av större predatorer som leoparder och afrikansk klippyton (Python sebae). Stjärten, som i och med sitt färgstarka utseende syns mycket bra i djungeln, underlättar när gruppen skall förflytta sig tillsammans.
Honorna är dräktiga i 6 till 7 månader och per kull föds allmänt en unge. Det går vanligen 18 månader mellan varje födsel. Ungarna föds med öppna ögon och har svart päls. Ungen vårdas främst av modern men andra honor från flocken deltar i ungens uppfostring. I flockar med endast en hanne är även denne delaktig. När ungen föds har den ungefär en vikt av 500 till 600 g och den diar sin mor cirka två år. Könsmognaden infaller för honor efter fyra år samt för hannar efter tio år. På grund av att hannar och honor behöver så länge tills de kan para sig samt till följd av det långa avståndet mellan två födslar är inavel i princip utesluten. Även äkta syskon är mycket sällsynta. De kan bara para sig ifall brodern föds först och systern senare. Samma process förekommer kanske hos drill men inte hos några andra primater. Allmänt är honan brunstig var 33,5:e dag.
Den äldsta kända individen i fångenskap levde 31 år och 8 månader. Uppskattningsvis lever mandrillen i naturen 12 till 14 år.
Mandrillen kan bära på Simian immunodeficiency virus (SIV) som liknar hiv hos människor samt på ett liknande virus som endast drabbar mandrillen. En sjukdom som motsvarar människans aids är däremot inte känd. Dessutom är inga fall av ebolafeber dokumenterade för denna art, trots att febern har hemsökt människor i samma region. Det kan bero på att inga målinriktade undersökningar har ägt rum.

## Status och hot
Att beräkna beståndet är svårt på grund av att djuren lever i regnskog men IUCN uppskattar att arten minskat med över 30% under en 30-årsperiod och listar därför hela populationen som sårbar (VU). Artens minskning beror på habitatförluster genom avverkning av regnskog men den mest akuta orsaken är jakt. Nya vägar i regnskogen underlättar jakt på mandrillen och mandrillkött säljs dyrt som bushmeat.

## Namn
Namnet mandrill kommer antagligen från ett västafrikanskt språk och har troligen anpassats något av engelskspråkiga upptäcktsresande för låta "engelskt".